# Soul Demise
Soul Demise es una banda alemana de death metal melódico de Neumarkt en Bavaria, fundada en 1993 como Inhuman. Su estilo musical está influenciado principalmente por la banda sueca At the Gates y su sonido Göteborg . El guitarrista Andreas Schuhmeier es el único miembro fundador que sigue en la banda, que pasó a llamarse Soul Demise en 1998.
A pesar de varios cambios de miembros, Soul Demise ha realizado giras con artistas conocidos como Vader (1997/98), Krisiun and Soilwork (1998), Immolation and Deströyer 666 (2001), Napalm Death (2002), Illdisposed (2002) y Dismember ( 2004), y han editado algunos discos que han sido muy bien recibidos por publicaciones especializadas.
Su cuarto álbum, Acts of Hate, fue lanzado el 17 de abril de 2009.

## Discografía
- Conjuros (demostración, 1994, como Inhumano)
- Inner Fears (autoeditado, 1996, como Inhumano)
- Adiós a la carne (MCD, 1998)
- Más allá de la percepción humana (CD/LP, 2000) a través de Gutter Records
- In Vain (CD, 2002) hasta Season of Mist
- Blind (CD, 2005) a través de Remedy Records
- Acts of Hate (CD, 2009) hasta Remission/Soulfood
- Sindustry (CD, 2010) hasta Remission